# ماریسا کارپادیوس
ماریسا کارپادیوس (انگلیسی: Marissa Carpadios؛ زادهٔ ۳۰ دسامبر ۱۹۷۷) بازیکن سافت‌بال اهل استرالیا است.